# Pukkisaari (ö i Mellersta Finland, Jyväskylä, lat 62,40, long 25,61)
Pukkisaari är en ö i Finland. Den ligger i sjön Luonetjärvi och i kommunen Jyväskylä i den ekonomiska regionen  Jyväskylä ekonomiska region  och landskapet Mellersta Finland, i den centrala delen av landet, 250 km norr om huvudstaden Helsingfors. Öns area är 7,9 hektar och dess största längd är 380 meter i öst-västlig riktning.